# 愛·重來
《愛·重來》是2012年的一部美國浪漫電影。導演是麥可·蘇克西，由瑞秋·麥亞當斯、查尼·泰坦、山姆·尼爾等主演。影片改編自真實故事。于2011年8月至11月拍攝。2012年2月首映。

## 故事大綱
影片改編自真實故事(The Vow: The Kim and Krickitt Carpenter Story)，劇中描述新婚夫妻佩姬(瑞秋·麥亞當斯飾)與李歐(查尼·泰坦飾)在一場冬季的車禍中，因佩姬途中將安全帶解開而造成頭部重創陷入昏迷，經過數日甦醒後，佩姬卻失去了過去五年的記憶，並奪走了他與李歐過去所有的回憶。

在醫生的建議下，兩人只能重新開始這段關係；但在佩姬努力試著找回過去的記憶時，她只記得自己曾是法律系的學生，並有個事業有成的未婚夫。並無法理解自己為何會拋下這一切與經營錄音工作室的李歐結婚。眼看著妻子慢慢離自己遠去的李歐，決定用盡一切的心力讓佩姬再次的愛上他。

## 角色
- 查尼·泰坦 饰 Leo Collins
- 瑞秋·麥亞當斯 as Paige Collins
- Scott Speedman as Jeremy
- Tatiana Maslany as Lily
- 山姆·尼爾 as Bill Thornton, Paige's father[4]
- Jessica Lange as Rita Thornton, Paige's mother[4]
- Jessica McNamee as Gwen, Paige's sister[5]
- Wendy Crewson as Dr. Fishman
- Sarah Carter as Diane
- Lucas Bryant as Kyle
- Dillon Casey as Ryan
- Rachel Skarsten as Rose
- Kristina Pesic as Lizbet
- Brittney Irvin as Lena
- Jeananne Goossen as Sonjia
- Kim Roberts as Barbara

## 外部連結
- 互联网电影数据库（IMDb）上《The Vow》的资料（英文）
- Box Office Mojo上《The Vow》的資料（英文）
- 爛番茄上《The Vow》的資料（英文）

| 上一届： 《超能失控》 | 2012年美國週末票房冠軍 第6周 2月12日 | 下一届： 《狡兔計畫》 |